# Волдо (Алабама)
Волдо (енгл. Waldo) град је у америчкој савезној држави Алабама. По попису становништва из 2010. у њему је живело 283 становника.

## Демографија
Према попису становништва из 2010. у граду је живело 283 становника, што је 2 (0,7%) становника више него 2000. године.
| Група             | 2000.       | 2010.       |
| Белци             | 155 (55,2%) | 179 (63,3%) |
| Афроамериканци    | 125 (44,5%) | 102 (36,0%) |
| Азијати           | 0 (0,0%)    | 0 (0,0%)    |
| Хиспаноамериканци | 0 (0,0%)    | 0 (0,0%)    |
| Укупно            | 281         | 283         |